# キム・ジェイフン
キム・ジェイフン (Kim Jae Hoon) は、SNKの対戦型格闘ゲーム『餓狼 MARK OF THE WOLVES』などに登場する架空の人物。

## 概要
キム・カッファンの次男にして、キム・ドンファンの弟。カッファンのデビュー作『餓狼伝説2』からすでにその存在の設定はあり、『餓狼伝説SPECIAL』と『リアルバウト餓狼伝説2』では母のミョンサクと兄ともどもカッファンのステージ背景やエンディングにも登場する。また『リアルバウト餓狼伝説』などではカッファンが悪人と対峙する際や敗北時に兄ともども登場する。
操作キャラクターとなった『餓狼 MARK OF THE WOLVES』（以下『MOW』）では、父に似て真面目で悪を許さない正義感のある青年になっている。そのため、稽古をサボってナンパに行ったりする兄ドンファンの行動を良く思っていないが、陰で修行をする姿を知っている唯一の人物。自身は稽古熱心で、兄ドンファン曰く「見ているだけでお腹いっぱい」。
キム道場にはジェイフンの非公認ファンクラブ「サウスジェイフン隊」が存在する。同団体には裸足で走る事に自信のある者であれば、誰でも参加出来る。ジェイフンの勝利ポーズの時に水の入ったヤカンを持って現われる少女も、同団体のメンバーである。
小動物が好きであり、双葉ほたるに勝利したときは、テンのイトカツを気にしたコメントをする。また、倒した相手を気遣う勝利ポーズがあるが、（善人キャラクターに対して全て同じ勝利ポーズを使いまわしているため）兄のドンファンに対してまで「お怪我はありませんか？」と話しかける。
『ザ・キング・オブ・ファイターズ』シリーズでは『'94』の韓国チームのバックストーリーでTV中継されていたチャン・コーハンの脱獄事件を父に教えるシーンがあり、『'98』のエンディングでランダムに表示されるイラストの中にはチャンとチョイ・ボンゲの2人を描いたジェイフンの絵がある。『2000』ではチョイのアナザーストライカーとして登場している。
「キム・ジェイフン」とは実在する人物の名前であり、父カッファンの名前の由来となった金甲煥の息子の名前を採用している。

## 技の解説

### 投げ技
体落とし
相手の襟を掴んで、投げ飛ばす技。兄のドンファンも同じ技を使う。

### 特殊技
昇脚砲
バックダッシュ中に出せる技。後方に下がってから、前進して蹴り上げる。

### 必殺技
飛燕斬
サマーソルトキック。父のカッファンの技とほぼ同様だが、脚に炎が発生している。ブレーキング可能。
強のみ追加入力で空中で踵落としを繰り出す。
飛翔脚
これもカッファンの技とほぼ同様だが追加入力技が2種類あり、一方はカッファンの「戒脚」と同じスライディングで、もう一方は踏み蹴るのを途中で止めて炎の急降下蹴りを繰り出す。後者の追加入力技以外は炎は発生しない。
半月斬
これもカッファンの技と動作は同様で、炎が発生している点は「飛燕斬」と同じ。
流星落
カッファンの技と違い、足払い蹴りから炎の飛び踵落としに繋ぐ。
なお、カッファンは『餓狼伝説』シリーズでは使用していない技である。
灼火襲
片脚立ちの構えから、前進して蹴りを連打する。名前とは裏腹に炎は発生しない。ボタン押しっぱなしで片脚立ちの構えを維持して、相手の攻撃を受け止められる。

### T.O.P.アタック
ハイアングルネリチャギ
振り向きながら片脚を上げての踵落とし。これも炎は発生しない。

### 超必殺技（潜在能力）
鳳翼天翔脚
軽く飛んでの浴びせ踵落としから「飛燕斬」に繋ぐ技。いずれも炎が発生する。
潜在能力版はボタンを押しっぱなしにする事でヒット時に片脚に炎を纏わせての待機動作に入り、ボタンを離すことで炎の横飛び蹴りを追加できる。
鳳凰脚
カッファン譲りの乱舞技。ただし突進時の動作は異なり、肘を突き出して走る。 フィニッシュは超必殺技版が「飛燕斬」、潜在能力版が斜め上に昇りながらの炎の「飛翔脚」から踵落としとなる。
ストーリーでは鳳凰脚を会得したとあるが、カッファンのように地面を滑走したり、飛んだりはできない（『MOW』でのオープニングデモでは、兄弟ともども空中で膝を上げたポーズになっているカットがあるが）。また、兄のドンファンは「鳳凰脚」が使えないかのような描写であるが、実際は「オレ様鳳凰脚」という名称で使用している。

## 担当声優
- 浅川博貴（餓狼MOW）
- 土岐隼一（餓狼CotW）

## 関連人物
- キム・カッファン - 父、尊敬
- キム・ドンファン - 兄
- ロック・ハワード - 旧友